# Seis yogas de Naropa
Las Seis yogas de Naropa (tibetano na-ro'i-chos-drug), también conocidas como los Seis dharmas de Naropa, describen un conjunto de meditaciones tántricas compiladas alrededor de la época del monje y místico Indio Naropa (1016-1100), que fueron transmitidas a su estudiante Marpa el traductor. 
Naropa forma parte de la Guirnalda Dorada, lo cual significa que es sustentor del linaje Kagyu del budismo tibetano; considerado un académico realizado, así como un gran maestro de meditación, es también conocido por haber enumerado y desarrollado las Seis Yogas de Naropa. Estas prácticas fueron diseñadas para ayudar a realizar la iluminación de manera rápida.

## Clasificación
- Tumo (Tib: gtum-mo) — Yoga del calor interno. El tumo se relaciona con la descripción de las sensaciones de intenso calor en el cuerpo, se dice ser un efecto parcial de la circulación del prana por los chakras. Consiste en "generar", con la "visualización", una esfera luminosa y cálida en el interior del cuerpo. Esa esfera imaginada constituida por el prana se aspira y se distribuye mediante "técnicas" de relajación, respiración y concentración de la atención en determinadas partes del cuerpo. El calor psíquico o Tumo se considera la base fundamental para la apertura de los chakras y hacerse capaz de absorber la mayor enseñanza de los seis yogas de Naropa.

- Gyulü (Tib: sgyu-lus) — Yoga del cuerpo ilusorio. En este caso, la práctica de Gyulu (rdzogs llanta) es la segunda fase de transformación tántrica y se crea un cuerpo mental muy refinado por medio de la unión del prana sutil y la mente sutil dentro del organismo. Este Gyulu proporciona una base adecuada para la manifestación del cuerpo de luz y, por lo tanto, puede ser creado en vida a través de la práctica.

- Ösel (Tib: hod-gsal) — Yoga de la Clara Luz o de la Luz Radiante. Por el logro de esta etapa de purificación en esta vida, uno puede aprender a reconocer la luz clara, que suele aparecer en diversas formas durante el Bardo (proceso) de la muerte. El perfeccionamiento de esta práctica se conoce como Od Säl en tibetano: reconocer, visualizar, y ser capaz de celebrar la visión de la luz innata en sus diferentes aspectos. En la tradición budista, se piensa que revela la luminosidad y unión de la vacuidad y la sabiduría primordial, la verdadera naturaleza de la mente vacua. Los no practicantes perciben sólo un flash de luz blanca en el momento de la muerte.

- Milam (Tib: rmi-lam) — Yoga del Sueño. Con el fin de hacer que el tiempo que pasamos soñando sea más significativo, en primer lugar debemos reconocer que estamos soñando. Ese es el ejercicio inicial. El siguiente paso es la transformación del llamado sueño, la tercera se conoce como la multiplicación. De acuerdo con esta enseñanza, existe una correspondencia entre los estados de sueño y nuestra experiencia cuando morimos. Después de las experiencias del estado intermedio, una persona sale de ella, una nueva ilusión kármica se crea y comienza otra existencia.

- Bardo (Tib: bar-do) — Yoga del Estado Intermedio. Es algunas veces tratado como una extensión del Yoga del Cuerpo Ilusorio. Al trascender las cosas mundanas y las discriminaciones allana el camino para la realización de la innata sabiduría y acabar de una vez con la dualidad. Es un estado muy puro de mente y ánimo cercano al de los inmortales.

- Phowa (Tib: hpho-ba) — Yoga de la Transferencia de Conciencia. Este puede ser a una tierra pura (campo de energía de un Buda) o bien a otro ser vivo o muerto. Puede ser traducido como "Transferencia de la conciencia al momento de la muerte". Esta práctica es la última de los seis yogas de Naropa. A través de la práctica del Phowa se aprende a transferir la propia conciencia, a través de la parte superior de la cabeza, directamente a un reino puro, evitando de esta forma alguna de las experiencias típicas que ocurren en el momento posterior a la muerte. Cuando un practicante avanzado logra con éxito las prácticas de Longde y Menngagde, él o ella se da cuenta del Cuerpo Arco Iris. Desde su punto de vista, no suele ocurrir cambios. Sin embargo, cuando un practicante muere y es enterrado, desde el punto de vista de un observador externo, las siguientes situaciones ocurren: el cadáver no se descompone, pero empieza a disminuir hasta que desaparece. A veces, las uñas y el pelo se quedan atrás. (véase, por ejemplo: Togden Urgyen Tendzin, Ayu Khandro, Changchub Dorje).

Otros yogas, algunas veces agrupados con las mencionadas anteriormente, o dadas como prácticas auxiliares, incluyen:
- Karmamudrā o "sello sexual" (Tib: las kyi phyag rgya). Es un yoga tántrico que involucra a un compañero(a) sexual. Tal como las demás yogas, no puede ser practicado sin las bases del calor interno, de las cuales el kāmamudrā es una extensión.

- El mismo Naropa, en los Versos Vajra de la Tradición Susurrada, añade la práctica de la autoliberación en la "sabiduría no dual",[1] que es la visión del Mahamudra y el Dzogchen. Pero que es siempre considerado como un camino diferente.

- Previo a las prácticas de Longde y Menngagde, se realizan varios ejercicios. Un buen ejemplo de ello es la visualización del cuerpo físico como algo vacío: "aquí el cuerpo y los canales de energía (nadis) que llevan la conciencia, se ven como completamente transparentes y radiantes. Los cinco elementos que componen el cuerpo se vuelven como líquido de jade".[2] Esta técnica esencial relaja la tensión y le da flexibilidad a los canales de prana (chakra, ki, energía vital).

- Proyección poderosa en otros cuerpos. Esta técnica está extinta o no practicada. La proyección poderosa del flujo mental en el cuerpo/mente de otro individuo es una variación del Phowa y el Gyulü, en el que un yogui proyecta su propia conciencia a otro organismo, ya sea ser humano o animal.

## Mahamudra
La enseñanza central de Naropa es la doctrina del Mahamudra (el gran sello), dilucidado por Gampopa en sus trabajos. Esta doctrina se enfoca en cuatro etapas principales de la práctica de la meditación (los cuatro yogas de Mahamudra):
```
   El desarrollo de una mente simple sin apego.
   La trascendencia de toda elaboración conceptual y dual.
   La perspectiva de que todos los fenómenos son de naturaleza vacía.
   La posesión del camino, que está más allá de cualquier acto de logrado.
```

Es a través de estas cuatro etapas de desarrollo que el practicante se supone obtiene la realización perfecta del Mahamudra. Prácticas importantes en todas las escuelas tántricas son las prácticas de chakrasamvara y vajravarahi.

## 6 consejos
Tilopa le dio a Naropa "seis consejos".
El original en sánscrito o bengalí no está disponible. De acuerdo con Ken McLeod existe una traducción tibetana que contiene exactamente 6 palabras. Se han extraído dos traducciones diferentes desde la versión en inglés.
| # | Primera traducción literal corta | Traducción más detallada           | Tibetano       |
| - | -------------------------------- | ---------------------------------- | -------------- |
| 1 | No recuerdes                     | Deja ir lo que ya pasó             | mi mno         |
| 2 | No imagines                      | Deja ir lo que puede venir         | mi bsam        |
| 3 | No pienses                       | Deja ir lo que sucede ahora        | mi shes        |
| 4 | No examines                      | No trates de interpretar nada      | mi dpyod       |
| 5 | No controles                     | No trates de hacer que algo suceda | mi sgom        |
| 6 | Descansa                         | Relájate, ahora, y descansa        | rang sar bzhag |

## Instrucciones Mahamudra
Tilopa también le dio a Naropa las instrucciones Mahamudra:
El tonto en esta ignorancia, desdeñando el Mahamudra, no conoce nada, pero batalla en el flujo del samsara.
Ten compasión por aquellos que sufren ansiedad constante.
Cansado del dolor incesante y deseando que se calme, adhiérete a un maestro,
Cuando su bendición toque tu corazón, la mente se libera.

## Apegos y Disfrute
Una de las frases más famosas atribuidas a Tilopa es: "El problema no es el disfrute, el problema es el apego."